# Tmarus insuetus
Tmarus insuetus är en spindelart som beskrevs av Arthur M. Chickering 1965. Tmarus insuetus ingår i släktet Tmarus och familjen krabbspindlar. Inga underarter finns listade i Catalogue of Life.